# Clitopilus cystidiatus
Clitopilus cystidiatus är en svampart som tillhör divisionen basidiesvampar, och som beskrevs av Anton Hausknecht och Machiel Evert ("Chiel") Noordeloos. Clitopilus cystidiatus ingår i släktet Clitopilus, och familjen Entolomataceae. Arten har ej påträffats i Sverige.